# Sexting

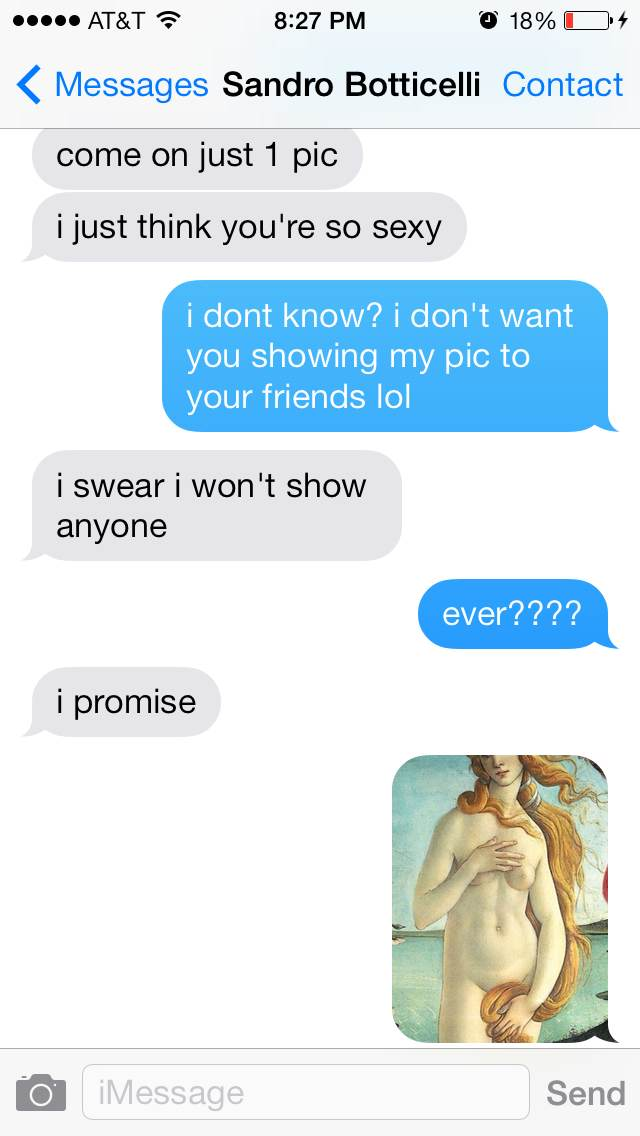
Một nội dung nhắn tin gợi dục (bằng tiếng Anh)

Sexting là việc nhận và gửi tin nhắn, hình ảnh hoặc video có nội dung liên quan đến tình dục, thường là qua điện thoại di động. "Sexting" từ ghép của các từ tiếng Anh Sex (tình dục) và Texting (nhắn tin). Đặc biệt, hầu hết những hình ảnh này đều do chính người trong ảnh tự chụp, sau đó gửi kèm chú thích gửi đến người nhận như một món quà mang tên thân thể. Đây còn là thuật ngữ chỉ trào lưu chụp và gửi ảnh nóng hoặc nội dung liên quan đến tình dục qua điện thoại di động và được phát tán trên các mạng xã hội, chính là việc làm của những thanh thiếu niên có sở thích tự sướng bằng việc gửi những bức ảnh khỏa thân và khêu gợi của bản thân mình qua điện thoại.

## Tổng quan
Những người sử dụng sexting sẽ chụp lại các bộ phận nhạy cảm của mình và gửi cho đối phương và đối tác sẽ nhận được hình ảnh gợi tình, những tin nhắn văn bản khêu gợi cũng được kết hợp sử dụng. Lý do của sexting thường là duy trì sự thân mật, gắn bó giữa các cặp đôi. Trong trường học thì nam sinh chủ động gửi ảnh nhạy cảm.
Có ý kiến khác cho rằng không hẳn lúc nào sexting cũng có nghĩa liên quan đến tình dục. Có bằng chứng cho thấy sexting ở lứa tuổi thanh thiếu niên là một thử thách để chấp nhận đã gia nhập xã hội, ví dụ như tham gia một nhóm ngủ qua đêm, theo cách này thì Sexting không chỉ là thói tò mò về tình dục của tuổi dậy thì, mà còn về sự tin cậy, sự cam kết gắn bó, hình ảnh về bản thân, và sự chấp nhận lẫn nhau trong những cộng đồng lớn nhỏ.

## Tình hình chung
Sexting là một hiện tượng xuất phát từ giới trẻ phương Tây. Được biết đến trên thế giới từ năm 2005, đến thời gian gần đây, sexting trở nên phổ biến mạnh mẽ trong giới học sinh Mỹ, Canada… Thời kỳ đầu, người ta chưa chú ý nhiều đến hiện tượng này bởi quy mô của sexting nhỏ và cũng chưa có hậu quả rõ rệt. Khi công nghệ thông tin di động phát triển cùng với sự phát triển của mạng xã hội ngày càng khiến trào lưu sexting trở nên phổ biến và hiện nay nó đang trở thành trào lưu hết sức quan hại khi thu hút số lượng đông đảo các bạn trẻ còn đang trong giai đoạn học sinh tham gia.
Một cuộc nghiên cứu cho biết sexting đã trở thành mốt trong giới học sinh Mỹ. Một cuộc thăm dò cho thấy 18% nam sinh và 17% nữ sinh ở Mỹ tại một ngôi trường từng gửi ảnh chụp những chỗ nhạy cảm của mình qua điện thoại di động. 1/3 nữ sinh và 1/2 nam sinh từng nhận được hình ảnh gợi tình. Và có đến 25% chia sẻ hình ảnh này cho người khác.  Một khảo sát khác cho thấy những nam nữ học sinh từ 14 đến 19 tuổi ở 948 trường trung học công lập về quan hệ tình cảm, hành vi tính dục và sexting với kết quả rằng hơn ¼ học sinh thú nhận đã gửi qua các phương tiện điện tử ảnh khỏa thân của mình. ½ được bạn yêu cầu gửi ảnh khỏa thân và 1/3 yêu cầu bạn gửi ảnh khỏa thân.
Một khảo sát sexting với người Mỹ, vào năm 2009 với 800 thanh thiếu niên từ 15-17 tuổi cho thấy 4% trong số đó đã gửi hình ảnh của chính mình liên quan đến tình dục qua điện thoại, khoảng 15% thanh thiếu niên lứa tuổi này đã nhận tin nhắn sex. Và những con số này đã gia tăng rất nhanh chóng trong những năm qua cùng với sự phổ biến và phát triển của điện thoại di động và điện thoại thông minh. Càng lớn tuổi, và càng tự trả tiền cho điện thoại của mình thì càng nhận hay gửi nhiều tin nhắn hình ảnh loại này hơn.
Kết quả một cuộc điều tra tại Mỹ cho thấy cứ 5 trẻ vị thành niên được hỏi thì có một người cho hay họ đã gửi hoặc đăng tải những bức ảnh khỏa hoặc bán khỏa thân của chính họ và 39% cho biết họ đã gửi và đăng tải các tin nhắn khêu gợi. Nữ diễn viên tuổi teen Vanessa Hudgens là một ví dụ điển hình của hành vi sexting.
Tại Mỹ, sexting là một hành vi phạm pháp ở nhiều bang. Năm 2009, nhiều học sinh 16-17 tuổi đã bị cảnh sát bắt giữ với tội danh tàng trữ hình ảnh khiêu dâm vị thành niên sau khi gửi cho nhau xem hình ảnh khỏa thân trên điện thoại. Tuy nhiên, thời đó sexting còn hiếm và cảnh sát chỉ bắt những vụ gây hậu quả nghiêm trọng về sức khỏe hoặc liên quan đến người lớn Tại Việt Nam không ít bạn trẻ tại Việt Nam coi trào lưu sexting là chuyện bình thường, là mốt mới đang rộ cùng với sự phát triển của smartphone và các ứng dụng chụp ảnh, nhắn tin miễn phí đang phát triển. Nhiều bạn trẻ đã tụ tập với nhau tại những quán café, quán ăn và trên lớp học, để họ chia sẻ những hình ảnh gợi cảm, và càng thích thú hơn khi có nhiều hình ảnh với các đối tượng khác nhau. Và càng nhiều dữ liệu, thì càng được chúng bạn coi trọng.

## Hậu quả
Các nguy cơ từ sexting cũng khác nhau tùy theo mức độ. Thứ nhất đây là việc phạm pháp khi lưu giữ, truyền bá hình ảnh khiêu dâm trẻ vị thành niên, việc bị phát hiện và những mâu thuẫn trong mối quan hệ được xem là nguy cơ cao nhất của sexting, nó có thể khiến đương sự trở nên lo lắng, hoảng hốt, tổn thương, trầm cảm các hình thức ép buộc sexting phải được xem như là quấy rối tình dục và sexting liên quan rất mật thiết tới lạm dụng tình dục, lừa đảo, đe dọa tống tiền...
Càng sử dụng lâu, giới trẻ lại bị vướng vào với những hình ảnh khêu gợi một cách thực thụ khiến cho sexting như một thứ thuốc gây nghiện khó chữa trị. Nhiều người ham sexting đến nỗi nếu không sử dụng nó một ngày sẽ có cảm giác khó chịu, nặng hơn là không sexting là không được thỏa mãn bản năng và trở thành bệnh tâm thần. Học sinh thích sexting có khuynh hướng yêu đương và quan hệ tình dục sớm hơn bạn bè cùng lứa chưa bao giờ sexting. Những học sinh thích sexting cũng dễ mắc hành vi tính dục nguy hiểm như hút chích ma túy, uống rượu mạnh trước khi quan hệ tình dục và có nhiều bạn tình cùng một lúc

Ngoài phạm vi luật pháp, sexting dẫn đến nhiều phiền toái khác về mặt xã hội. Mặc dù gửi ảnh khỏa thân chỉ nhằm mục đích tán tỉnh hay đùa giỡn, một khi hình ảnh đó vô tình hoặc hữu ý được phát tán trên các mạng xã hội hoặc được gửi đến kẻ xấu thì người gửi ảnh sẽ gặp nguy hiểm như tống tiền và tống tình. Ảnh phát tán trên mạng khó bị xóa. Nó có thể tồn tại 5-10 năm và tiếp tục gây hậu quả cho người trong ảnh.
| “                                                  | Giới trẻ không hay nghĩ đến những hậu quả về hành động của họ. Có thể họ nghĩ rằng chỉ là một trò đùa hoặc giỡn chơi vô hại nhưng nó sẽ rất nguy hiểm nếu nó rơi vào tay những kẻ có dụng ý xấu | ” |
| — Linda Burney-Bộ trưởng Dịch vụ cộng đồng NSW, Úc | |   |

## Trong văn hóa
Bộ phim A teacher do Hannah Fidell viết kịch bản và đạo diễn (được chọn tham dự Liên hoan phim Sundance 2013) mô tả sự phát triển những xung đột nội tâm của một nữ giáo viên trường trung học ở Mỹ qua mối quan hệ tình ái - tình dục với một học sinh nam của mình. Họ thường xuyên nhắn tin cho nhau, và một lần cô giáo này đã tự chụp hình mình với ngực trần gửi cho cậu học trò theo yêu cầu của cậu.
Trò Truth or Dare của các học sinh từ lớp 7 đến lớp 9, một màn thử thách mức độ chịu chơi của cá nhân, thường bao gồm thử thách quan niệm về quan hệ tình dục hay xăm trổ... như một cách để được chấp nhận gia nhập nhóm. Một trong những thử thách là việc một bạn gái dám chụp ảnh khỏa thân và gửi cho bạn trai mà bạn thích, và chấp nhận bạn ấy gửi hình ảnh đó cho người khác. Cá nhân phải sexting, trong trường hợp này như một cú vượt rào để được tham gia nhóm, và những hình ảnh cũng được truyền đi trong nhóm như một sự chấp nhận. Sexting cũng được xem như một quy ước cho sự chia sẻ, đoàn kết và tin cậy ở các nhóm bạn.